# Вотинов, Максим Андреевич
Макси́м Андре́евич Во́тинов (род. 29 августа 1988, Ленинград) — российский футболист, нападающий.

## Карьера
Начинал карьеру в Санкт-Петербурге, затем уехал в Швейцарию в «Ивердон». В 2008 году перешёл в клуб «Куусанкоски», который выступал в лиге Юккёнен. За сезон забил 16 голов и привлёк внимание представителей клуба «МюПа-47», с которым в 2009 году подписал контракт. В августе был отдан в месячную аренду в «Миккелин», за который забил 4 гола в 3 матчах. В 2010 году дебютировал в еврокубках. В феврале 2012 года подписал контракт с «Балтикой». Летом 2014 года пополнил ряды тульского «Арсенала». В январе 2015 подписал контракт с «Тосно», в составе которого выступал только на Кубке ФНЛ. Летом в статусе свободного агента перешёл в клуб «Луч-Энергия». В июне 2016 года перешёл в клуб «Сибирь». В 2017 году стал игроком волгоградского «Ротора».
Сезон 2020/21 начинал в брянском «Динамо». По итогам сезона, несмотря на то, что покинул команду до его завершения, был признан лучшим нападающим по мнению болельщиков клуба.
21 января 2021 года стал игроком «Ленинградца». 6 апреля 2021 года дебютировал за команду в матче против «Смоленска». 30 июня 2022 года расторг контракт по соглашению сторон. Сезон 2022/23 провёл в «Муроме».
В 2023 году — игрок команды СТД «Петрович», участницы чемпионата Санкт-Петербурга, также игрок команды «Чисто Питер», участницы 4-го сезона Медиалиги.